# Цвет који не вене
Цвет који је вене је историјска монографија о Крагујевачком масакру, објављена 1981. године у издању Спомен-парка Крагујевачки октобар. Уредник монографије је био Петар Марковић, а поднаслов гласи Сећања преживелих ученика и професора на своје школске другове и професоре стрељане од стране фашиста у Шумарицама 21. октобра 1941 године. Поред сећања садржи фотографије ђака где је то било могуће наћи. Књига је имала неколико издања, али и два наставка На матури револуције (2) и На матури револуције (3) у којима се налазе сећања на остале страдале ђаке и учитеље из околине Крагујевца који су погинули у народноослободилачкој борби или током остатка Другог светског рата. Овај догађај је био инспирација многим књижевницима попут Десанке Максимовић, али је књига Цвет који не вене, један од ретких примера историјске књиге о настрадалима.

## Сећања
Међу сећањима у првој књизи спомиње се народни херој, студенткиња медицине Нада Наумовић. Од ђака на пример спомињу се:
- браћа Милоје и Павле Ивановић, један је био фудбалер "Циганске звезде", док је други младић гајио голубове високолетаче
- Љубомир Јовановић, звани Мали Зека, ученик петог разреда Гимназије, син професора, коме је у учионици стално нешто одвлачило пажњу на улици, па му наставници нису дозвољавали да седи у клупи до прозора
- Радмило Срећковић, звани Раде Главоња, дванаестогодишњак, који је био најбољи друг Павла Ивановића, и заједно са њим хватао птице
- Бранислав Бане Лазаревић, маркантни студент друге године медицине, бунтовник, вођа штрајка, члан СКОЈ'а, који је на писменом задатку шокирао професоре кад ја на тему написао само "Лик моје мајке сам ја сам"
- Првослав Милошевић Прле, дечак који је волео да посматра фудбалске утакмице старијих дечака
- Милорад Банковић Мика, четрнаестогодишњак, из породице интелектуалаца, који је поседовао књигу Како се калио челик
- Друштванце из Рајиног сопчета - група момака и девојака која се окупљала код младића Раје Сретеновића да прича о књижевности
- Драгић Андрић, сиромашни дечак коме је отац железничар преминуо рано, а мајка радила од јутра до мрака у Војнотехничком заводу, издвајао се од других дечака радничке класе по читању књига, и течном и правилном говору

и многи други трачигно настрадали ђаци.